# Benamar Mellal
Benamar Mellal (en arabe : بن عمار ملال), né le 9 août 1993 à Mascara, est un footballeur algérien qui évolue au poste de milieu de terrain au MC El Bayadh.

## Biographie
Benamar Mellal commence sa carrière chez les jeunes dans sa ville natale, au GC Mascara. Il évolue ensuite à l'ES Sétif et à la JSM Béjaïa, avant de retourner dans son club formateur. 
Par la suite, il joue avec le club de l'USM El-Harrach. Le 27 octobre 2017, il se met en évidence en étant l'auteur d'un doublé en championnat, sur la pelouse du Paradou Athletic Club, permettant à son équipe de l'emporter 2-3. Il inscrit un total de cinq buts en championnat cette saison là.
Il s'engage ensuite en 2018 en faveur du CA Bordj Bou Arreridj. Puis, en 2019, il signe au MC Oran.

## Palmarès
- GC Mascara
- Coupe d'Algérie de futsal :
  - Vainqueur : 2012